# 부산지방해양안전심판원
부산지방해양안전심판원(釜山地方海洋安全審判院, Busan Regional Maritime Safety Tribunal)은 중앙해양안전심판원의 소속기관이다. 1999년 8월 6일 발족하였으며, 부산광역시 동구 충장대로 351에 위치하고 있다. 원장은 고위공무원단 나등급에 속하는 임기제 일반직공무원으로 보한다.

## 연혁
- 1962년 9월 20일: 중앙해난심판위원회 소속으로 부산지방해난심판위원회 설치.
- 1971년 6월 28일: 중앙해난심판원 소속 부산지방해난심판원으로 개편.
- 1999년 8월 6일: 중앙해양안전심판원 소속 부산지방해양안전심판원으로 개편.

## 관할구역
대한민국 국내
- 북은 경상북도와 경상남도의 해안경계[1]로부터 진방위(眞方位) 90도로 일본국 효고 현의 해안까지 그은 선, 서는 섬진강 하구의 강 중심[2]에서 경상남도 하동군 길전면 마도 북서쪽 끝[3], 같은 면 소마도 서남쪽 끝[4], 같은 도 남해군 고현면 외난조도 북쪽 끝[5], 같은 면 외난조도 남쪽 끝[6], 같은 면 송도 남동쪽 끝[7] 및 같은 군 서면 노구리 서북의 북위 34도52분17초, 동경 127도49분13초까지 그은 선, 그 남쪽 끝으로부터 같은 면 남상리 남쪽의 서쪽 끝[8]까지의 해안, 같은 면 남상리 남쪽의 서쪽 끝에서 북위 34도45분00초, 동경 127도50분00초, 북위 34도35분00초, 동경 128도00분00초를 지나 북위 32도00분00초, 동경 128도00분00초까지 그은 선 이내의 영해
- 부산광역시
- 울산광역시
- 경상남도[9]

대한민국 국외
- 경상북도와 경상남도의 해안경계로부터 진방위(眞方位) 90도로 일본국 효고 현의 해안까지 그은 선으로부터 경상남도 남해군 서면 노구리 서북의 북위 34도52분17초, 동경 127도49분13초까지 그은 선까지의 한반도 해안, 경상북도와 경상남도의 해안경계로부터 진방위(眞方位) 90도로 일본국 효고 현의 해안까지 그은 선, 그 이남의 일본국 혼슈의 서부 및 남부 해안과 혼슈의 동부 해안, 혼슈 동북쪽 끝의 시리야사키[10]로부터 진방위 90도로 동경 150도의 자오선까지 그은 선, 그 동쪽 끝으로부터 동경 150도의 자오선을 따라 남으로 북위 32도까지 그은 선, 경상남도 남해군 서면 노구리 서북의 북위 34도52분17초, 동경 127도49분13초까지 그은 선, 앞의 선과 동경 128도00분00초를 지나 북위 32도00분00초, 동경 128도00분00초까지 그은 선 사이의 경상남도 남해군 서면 해안, 동경 128도00분00초를 지나 북위 32도00분00초, 동경 128도00분00초까지 그은 선 및 그 남쪽 끝으로부터 진방위 90도로 동경 150도의 자오선까지 그은 선을 연결한 선으로 둘러싸인 수역 중 국외의 수역과 이에 접속된 하천에서 발생한 사건
- 동은 동경 060도, 서는 서경 030도의 자오선 사이의 수역과 이에 접속된 하천에서 발생한 사건

## 조직

### 원장
- 심판관실[11]
- 조사관실[12]